# Coluna pulsada
Uma coluna pulsada é um tipo de equipamento de extração líquido-líquido, uma variedade de coluna de extração; exemplos desta classe de equipamento de extração é usado na planta THORP da BNFL.
Uma coluna pulsada, descrita inicialmente por Van Dieck, é uma coluna de extração contendo placas (pratos) perfuradas, na qual um movimento pulsante, para cima e para baixo, é imposto a um fluxo de duas fases líquidas em contra corrente. Este movimento pulsante dos conteúdos líquidos da coluna fornece energia suficiente para que haja uma mistura mais íntima das duas fases, à medida que passam através das placas perfuradas, permitindo importante redução na altura necessária a uma pretendida separação, frequentemente reduzindo esta altura para menos da metade pela introdução do movimento pulsante.